# Subdivision du Bénin
L'administration territoriale au Bénin se subdivise sur 4 niveaux.

Subdivision du Bénin.

|                              | Nombre | Exécutif                                                                                            |
| ---------------------------- | ------ | --------------------------------------------------------------------------------------------------- |
| Département                  | 12     | Préfet nommé en Conseil des Ministres sur proposition du Ministre chargé de l'Intérieur             |
| Commune                      | 77     | Maire élu par un Conseil Municipal                                                                  |
| Arrondissement               | 546    | Chef d'Arrondissement assisté par un Conseil d'Arrondissement                                       |
| Village ou Quartier de ville |        | Chef de village ou un Chef de quartier assisté d'un Conseil de village ou d'un Conseil de quartier. |

## Source
- Ambassade du Bénin en France